# 飯田俊助
飯田 俊助（いいだ としすけ、1846年9月30日（弘化3年8月10日） - 1914年（大正3年）3月23日）は、日本の陸軍軍人、華族。最終階級は陸軍中将。男爵。

## 経歴
長門国厚狭郡宇部村（現・山口県宇部市）生まれ。長州藩家老福原家家臣・飯田直規（勘右衛門）の四男として生まれる。幼名は益雄。幼少期に両親を失う。豊後国の広瀬青邨に漢学を学ぶが、下関戦争の報を聞き直ちに帰国、福原越後に従って国事に奔走。その後奇兵隊に入隊し第二次長州戦争・戊辰戦争に従軍した。
1873年（明治6年）2月、歩兵少尉に任官。1874年（明治7年）9月、歩兵中尉となり、西南戦争では歩兵第2連隊第一中隊長として田原坂の戦いに参加した。1890年（明治23年）10月、歩兵中佐となり、第2師団参謀となる。1894年（明治27年）11月、歩兵第20連隊長となり、翌月、歩兵大佐に昇進。1896年（明治29年）10月、歩兵第15連隊長へ異動。
1898年（明治31年）10月、陸軍少将に進級し歩兵第11旅団長に就任。日露戦争に出征し、遼陽会戦、沙河会戦に参加。1905年（明治38年）2月、陸軍中将に進み、戦病死した松村務本中将の後任として第1師団長に親補され、奉天会戦を戦った。1906年（明治39年）2月3日、後備役に編入。1909年（明治42年）4月1日に退役した
1907年（明治40年）9月21日、日露戦争の功績により男爵の爵位を叙爵し華族となった。

## 栄典
- 1883年（明治16年）7月16日 - 従六位[7]
- 1891年（明治24年）12月28日 - 正六位[8]
- 1895年（明治28年）1月21日 - 従五位[9]
- 1898年（明治31年）10月31日 - 正五位[10]
- 1903年（明治36年）12月25日 - 従四位[11]
- 1906年（明治39年）1月11日 - 正四位[12]
- 1907年（明治40年）6月21日 - 従三位[13]

勲章等
- 1889年（明治22年）11月29日 - 大日本帝国憲法発布記念章[14]
- 1893年（明治26年）11月29日 - 勲三等瑞宝章[15]
- 1895年（明治28年）11月18日 - 明治二十七八年従軍記章[16]
- 1902年（明治35年）5月31日 - 勲二等瑞宝章[17]
- 1906年（明治39年）4月1日 - 功二級金鵄勲章・勲一等旭日大綬章・明治三十七八年従軍記章[18]
- 1907年（明治40年）9月21日 - 男爵[19]

## 親族
- 父・飯田勘右衞門[20]
- 妻・マサ - 萩藩士・井上品之助の二女[21]
- 長男・男爵飯田精太郎（運輸通信次官・貴族院男爵議員・参議院議員）
- 二男・飯田祥二郎（陸軍中将）
- 娘・貞 - 陸軍軍医総監（中将相当）・梶井貞吉の妻[21]
- 娘・八重 - 帝国製紙技師工学士・郡司恭雄の妻。夫の恭雄は山口県郡司家の出で、県の多額納税者・中光幸一の弟。[22][21]